# Linia kolejowa Parma – La Spezia
Linia kolejowa Pontremolese – linia kolejowa, która łączy Parmę z linią Piza-Genua w pobliżu La Spezia.
Linia ma długość 113 km, a jej nazwa pochodzi od miasta Pontremoli, jednego z głównych miast, przez które przebiega linia kolejowa.
Linia jest wykorzystywana przez pociągi towarowe i pociągi regionalne (międzyregionalne).